# Petra Novotná
Pour les articles homonymes, voir Novotná.
Petra Novotná est une joueuse tchèque de volley-ball née le 10 avril 1981 à Prague. Elle mesure 1,87 m et joue réceptionneuse-attaquante. Elle était internationale cadette, junior et senior tchèque. Elle est beach internationale tchèque.

## Clubs
| Club                        | Pays         | De        | À         |
| --------------------------- | ------------ | --------- | --------- |
| Tatran Střešovice           | Rep. tchèque | 1998-1999 | 1998-1999 |
| PVK Olymp Prague            | Rep. tchèque | 1999-2000 | 2006-2007 |
| Vandœuvre Nancy Volley-Ball | France       | 2007-2008 | 2009-2010 |

## Palmarès
- Championnat de République tchèque (1)
  - Vainqueur : 2005
- Coupe de République tchèque (2)
  - Vainqueur : 2005, 2007
- Championnat de République tchèque en beach volley-ball (1)
  - Vainqueur : 2006, 2008